# Kim Hye-jun
Kim Hye-jun (* 8. Mai 1995) ist eine südkoreanische Schauspielerin. Bekanntheit erlangte sie 2019 durch die Rolle der Königin Cho in der Zombie-Historienserie Kingdom und den Film Another Child.

## Leben
Kim Hye-jun studierte Theater und Film an der Hanyang-Universität. Noch während ihrer Studienzeit trat sie in Werbespots auf und spielte 2015 ihre erste Fernsehrolle. 2016 gehörte sie während Staffel 7 zur Besetzung des koreanischen Ablegers der Comedy-Show Saturday Night Live. Es folgten meist kleinere Rollen in mehreren Fernsehserien.
Von 2019 bis 2020 spielte Kim Hye-jun die Rolle der Königin Cho in beiden Staffeln der von Netflix produzierten Zombie-Historienserie Kingdom. 2019 war sie in einer der Hauptrollen als Joo-ri in Kim Yoon-seoks Regiedebüt Another Child zu sehen. Für ihre schauspielerische Leistung in diesem Film wurde Kim Hye-jun 2019 mit dem Blue Dragon Award als beste neue Darstellerin ausgezeichnet und 2020 für einen Asian Film Award nominiert. Im selben Jahr erhielt sie ebenfalls in dieser Kategorie einen MBC Drama Award für ihre Rolle in der Serie Chip In.
2021 spielte Kim Hye-jun die Antagonistin K in der ebenfalls auf Netflix angebotenen Thriller-Serie Inspector Koo. 2024 folgte eine der beiden Hauptrollen als Jung Ji-an neben Lee Dong-wook in der Actionserie A Shop for Killers.

## Filmografie (Auswahl)
- 2018: Herstory (Heoseutori)
- 2019–2020: Kingdom (Kingdeom; Fernsehserie, 12 Folgen)
- 2019: Another Child (Miseongnyeon)
- 2020: Chip In (Shibshiilban; Fernsehserie, 8 Folgen)
- 2021: Sinkhole (Singkeuhol)
- 2021: Inspector Koo (Gu Gyeong-i; Fernsehserie, 12 Folgen)
- 2022: Connect (Keonekteu; Fernsehserie, 6 Folgen)
- 2024: A Shop for Killers (Killeodeuleui Syopingmol; Fernsehserie, 8 Folgen)